# Incidente de asilo militar turco en Grecia en julio de 2016
Durante el fallido intento de golpe de Estado turco de 2016, el 15 de julio de 2016, ocho militares turcos solicitaron asilo en Grecia. Los militares turcos llegaron a Grecia a bordo de un helicóptero UH-60 Black Hawk. Aunque un tribunal griego dictaminó que tres de los oficiales podían ser extraditados a Turquía, el Tribunal Supremo de Grecia anuló esa decisión y negó la extradición de los ocho soldados. Este fue uno de los múltiples incidentes similares durante el intento de golpe.

## Cronología de eventos

### 2016

#### 16 de julio
El ministro de Asuntos Exteriores de Turquía, Mevlüt Çavuşoğlu, dijo que Turquía solicitó la extradición de ocho militares que habían escapado a Grecia y el regreso del helicóptero militar turco que los transportó. Las autoridades griegas respondieron que el helicóptero sería devuelto lo antes posible. Con respecto a los pasajeros, dijeron, "seguiremos los procedimientos del derecho internacional. Sin embargo, consideramos muy seriamente el hecho de que están acusados, en su país, de violar el orden constitucional e intentar derrocar gobiernos democráticos". El Ministro de Relaciones Exteriores de Turquía hizo una declaración, publicada en Twitter, de que los soldados que aterrizaron en Grecia reclamando asilo serían extraditados. Una fuente del gobierno griego negó esto y dijo que la solicitud de asilo se procesaría rápidamente, pero que el derecho internacional y los derechos humanos se respetarían plenamente.
El abogado asignado a cuatro de los oficiales militares turcos dijo que todos eran tripulantes médicos en Estambul, que no sabían nada del golpe de Estado y que tenían familias y niños en Turquía. También agregó que los oficiales recibieron órdenes en la tarde del 15 de julio para trasladar a algunas personas heridas en sus helicópteros. Siguieron órdenes sin saber que un golpe estaba en marcha. En algún momento, la policía abrió fuego contra sus helicópteros. En ese momento, sabían que un golpe estaba en marcha y temían que serían ejecutados como participantes si se quedaban en Turquía, por lo que subieron a un helicóptero no averiado por el fuego de la policía y voló a Grecia para solicitar asilo. El abogado también agregó que estaban "en un mal estado mental" porque tenían miedo por la vida de ambos y la de sus familias. No creían que se les diera un juicio justo en Turquía.
Después de las 11:00 p. m. (EEST), un segundo helicóptero Black Hawk turco con tripulantes adicionales llegó al aeropuerto griego desde Turquía para recuperar el primer helicóptero. Después de que la tripulación revisó el primer helicóptero, ambos helicópteros regresaron a Turquía a primera hora de la mañana del 17 de julio.

#### 17 de julio
Los ocho soldados turcos comparecieron ante un fiscal griego en Alejandrópolis en la mañana del 17 de julio y fueron acusados de ingresar ilegalmente al país, poniendo en peligro las relaciones griegas y turcas, y el vuelo ilegal. Siete fueron acusados de instigar el vuelo ilegal mientras que el octavo, que estaba pilotando el helicóptero, fue acusado de ejecutar el vuelo ilegal. Más tarde, los cargos relacionados con poner en peligro las relaciones griegas y turcas se eliminaron.

#### 18 de julio
El 18 de julio, los soldados turcos comparecieron ante un juez en Alejandrópolis. Llegaron al juzgado vestidos de civil con la cara cubierta. El tribunal pospuso el juicio hasta el 21 de julio de 2016. Funcionarios turcos que se sentaron directamente detrás de los soldados turcos en la sala del tribunal amenazaron a los soldados hasta que un abogado griego solicitó su traslado. Su abogado dijo: "Mis clientes me dijeron que en la corte había gente de Turquía y dijeron malas palabras en su contra. Alguien que habla turco me dijo que los llamaban 'perros, traidores, que te mataremos'. Algo como eso "
El viceministro de Defensa griego, Dimitris Vitsas, señaló que las solicitudes de asilo del grupo estaban siendo procesadas y que los tribunales griegos tomarían una decisión. Aunque las solicitudes serían examinadas bajo el "derecho griego y el derecho internacional", el argumento para la extradición fue "muy sólido". El embajador turco en Grecia indicó que si los soldados no eran devueltos a Turquía, no ayudaría a las relaciones bilaterales entre los dos países. Agregó que "Grecia no debe dar permiso de aterrizaje al helicóptero turco, ni siquiera debería haber permitido que ingrese a la FIR griega"
El abogado griego Konstantinos Starantzis dijo: "Sospecho que las autoridades griegas quieren un procedimiento de extradición limpio e inmediato. Sin embargo, existen fuertes argumentos legales para oponerse a tal cosa. Tenemos que considerar la seguridad de sus vidas. Ese es el primer argumento al otorgar asilo. No pueden ser extraditados si existe la sospecha de un enjuiciamiento político o militar contra ellos, y duras penas ".

#### 19 de julio
La noche del 19 de julio, los soldados fueron trasladados de Alexandroupoli a Kavala por seguridad propia.

#### 21 de julio
El 21 de julio, el tribunal griego condenó a los ocho soldados a dos meses de prisión, suspendidos durante tres años, por ingresar ilegalmente a Grecia, y fueron absueltos de infringir las normas de vuelo, ya que las reglamentaciones no se aplican a los aviones militares. El tribunal reconoció las circunstancias atenuantes a las que se enfrentaron los hombres al haber actuado bajo gran amenaza. Permanecieron bajo custodia a la espera del resultado de sus solicitudes de asilo. Durante el juicio, hubo seis abogados turcos. Uno de ellos amenazó a los ocho oficiales, lo que resultó en la intervención inmediata de la policía griega que le dijo al abogado que abandonara el tribunal.

#### 22 de julio
En la mañana del 22 de julio, los soldados fueron trasladados a Atenas por razones de seguridad. Sus abogados dijeron que no les habían informado sobre la transferencia hasta que el director de policía de Kavala les informó al mediodía.

#### 27 de julio
El 27 de julio, los ocho soldados solicitaron y se les concedió el aplazamiento para estar mejor preparados. Las entrevistas para los dos primeros se realizaron los días 19, 23, 24 y 25 de agosto.

#### 10 de agosto
La Oficina del Fiscal General de Estambul envió una solicitud de extradición al Ministerio de Justicia para que fuera enviada a las autoridades griegas para los ocho militares debido a su presunto papel en el intento de golpe.

#### 19 de agosto
Uno de los militares turcos, el capitán Feridun Çoban, compareció ante un comité de asilo griego.

#### 29 de agosto
Tres de los soldados dijeron a la Comisión de Asilo que habían buscado intencionalmente asilo en Bélgica, Francia y España para evitar la extradición.

#### 21 de septiembre
El abogado de los tres soldados dijo que apelarían la decisión de extradición. Los otros cinco soldados iban a ser entrevistados nuevamente por la comisión de asilo de Atenas.

#### 11 de octubre
La junta de primera instancia de la comisión de asilo política de Grecia rechazó la solicitud de asilo de otros cuatro de los ocho soldados golpistas. "Vinimos a Grecia para salvar nuestras vidas, no ser peones de la política exterior y los acuerdos bilaterales. No hemos sido etiquetados como terroristas ni siquiera en nuestro propio país ", dijo su declaración.

#### 5 de diciembre
Un tribunal griego se negó a extraditar a tres de los soldados, diciendo que hacerlo podría poner sus vidas en peligro. El Ministro de Defensa Nacional de Turquía, Fikri Işık, reaccionó con enojo al decir que "el terrorismo es terrorismo, no hay distinción. Los tribunales deben tomar decisiones más cuidadosas sobre las organizaciones terroristas. Los gobiernos de los otros países deben mostrar su solidaridad aliada. Grecia es aliado de Turquía en la OTAN. Nuestras expectativas acerca del gobierno griego es hacer todo lo posible para que estos miembros de la red Fethullah Gülen regresen a Turquía "

#### 6 de diciembre
Un tribunal separado aprobó la extradición de otros tres soldados. Los soldados y un fiscal jefe de Atenas apelaron esa decisión. Todas las apelaciones debían ser escuchadas por el Tribunal Supremo de Grecia. Según su abogado, "lamentablemente se sienten muy cansados, psicológicamente se sienten deprimidos". No piensan que deberían estar bajo custodia (también), ya que esto afecta su psicología. Algunos de ellos están a punto de perder la esperanza ".

#### 7 de diciembre
El ministro de Asuntos Exteriores de Turquía, Mevlut Cavusoglu, pidió la extradición inmediata de los ocho soldados turcos.

#### 8 de diciembre
El tribunal griego falló en contra de la extradición de los dos últimos soldados turcos.

### 2017

#### 9 de enero
Los soldados turcos enviaron una carta escrita a mano a un periódico griego explicando su posición.

#### 10-13 enero
El fiscal griego recomendó no extraditar a los ocho oficiales militares turcos.

#### Desde el 26 de enero
El 26 de enero, el Tribunal Supremo de Grecia se negó a extraditar a los ocho soldados turcos. El juez presidente Giorgos Sakkas, al leer la decisión el jueves, dijo que era improbable que los ocho enfrentaran un juicio justo si regresaban a su país de origen. La Corte también estaba preocupada por la posibilidad de que estos hombres hubieran sido humillados e incluso torturados en su propio país, y afirmó que su decisión se basaba en el respeto de los derechos humanos. La Corte ordenó la liberación de los ocho oficiales. Sin embargo, permanecerán en la estación de policía de la villa olímpica de Atenas mientras sus solicitudes de asilo estén pendientes. La decisión del Tribunal es definitiva y no puede revocarse, ni siquiera por decisión del Ministro de Justicia.
El Ministerio de Asuntos Exteriores turco dijo que "esta decisión es otra indicación de la renuencia de Grecia a luchar contra organizaciones terroristas como el proscrito Partido de los Trabajadores del Kurdistán (PKK) y el Frente Democrático del Partido Revolucionario Popular (DHKP-C) que atacan a Turquía" Dos días más tarde, el ministro de defensa turco criticó la decisión del Tribunal diciendo que era una decisión política y no judicial.
El 28 de enero, la oficina del primer ministro griego Alexis Tsipras respondió diciendo: "Subrayamos que los autores del golpe no son bienvenidos en nuestro país. En cualquier caso, Grecia aplica el principio de separación de poderes, constitucionalmente establecido e indiscutido, con pleno respeto del derecho internacional. En Grecia, el único responsable de las sentencias pertinentes es la Justicia griega independiente, cuyas decisiones son, sin duda, vinculantes ".

#### Diciembre
En diciembre, las autoridades griegas de asilo aprobaron la solicitud de asilo de uno de los ocho soldados turcos. Tomaron en cuenta los informes de los grupos de derechos humanos y del Consejo de Europa que advirtieron que Turquía ha cometido regularmente abusos contra los derechos humanos contra los sospechosos de golpe. Turquía dijo que la decisión socavó las relaciones entre los dos países. El Ministerio de Relaciones Exteriores griego respondió que "nuestra fe en los principios y prácticas democráticas no es una debilidad, sino una fuente de fortaleza", y agregó que "las democracias no amenazan, ni pueden ser amenazadas", pero el gobierno griego solicitó a las autoridades judiciales del país que cancelar la decisión.
Once expresidentes de asociaciones de abogados de Grecia emitieron una declaración conjunta pidiendo al gobierno griego que respete la decisión y conceda asilo político al soldado turco.

### 2018

#### 2 de marzo
El 2 de marzo, Turquía arrestó a dos soldados griegos por supuestamente entrar en una zona militar turca, bajo acusación de intento de espionaje. Grecia dijo que los dos soldados en una patrulla de la frontera greco-turca se dirigieron accidentalmente a Turquía el jueves debido al mal tiempo. Fuertes nevadas y niebla habían sido reportadas en el área.

#### 19 de abril
El Parlamento Europeo pidió al gobierno turco que libere de inmediato a los dos soldados griegos y a la Comisión, así como a los Estados miembros de la UE, para que pongan fin a las negociaciones de adhesión con Turquía y suspendan los fondos de preadhesión.

#### 22 de abril
El primer ministro griego Alexis Tsipras negó la propuesta del presidente turco Erdoğan de intercambiar a los dos soldados griegos con los ocho militares turcos.

#### 1 de mayo
Un equipo de piratas informáticos turcos tomó el control del sitio web de la Agencia de Noticias de Atenas para amenazar con mensajes sobre el asilo otorgado por Grecia, lo que desató una guerra cibernética entre piratas informáticos griegos y turcos.

#### Junio
Turquía suspendió su acuerdo bilateral de readmisión de migrantes con Grecia en respuesta a la decisión del gobierno griego de liberar a los ocho soldados turcos que huyeron a Grecia después del intento de golpe de Estado turco de 2016. El secretario general de la OTAN, Jens Stoltenberg, ha pedido "moderación y calma" después de la decisión de Turquía.